# Polski Związek Strzelectwa Sportowego
Polski Związek Strzelectwa Sportowego (PZSS) – polska organizacja zrzeszająca zawodników, trenerów i działaczy polskiego strzelectwa sportowego, powstała w 1933 roku z siedzibą w Warszawie. Polski Związek Strzelectwa Sportowego jest członkiem Międzynarodowej Federacji Strzelectwa Sportowego (ISSF).

## Historia
Początki strzelectwa sportowego w Polsce przypadają na wczesne lata trzydzieste, kiedy to odbyły się pierwsze mistrzostwa Polski w strzelectwie. 8 maja 1932 roku powstała Naczelna Rada Strzelectwa Sportowego w Polsce. Decyzja w sprawie utworzenia Polskiego Związku Strzelectwa Sportowego zapadła na plenarnym posiedzeniu Naczelnej Rady Strzelectwa w dniu 5 marca 1933 roku. Nadzwyczajne walne zjazdy PZBM i PZBWiD, obradujące jednocześnie w dniu 23 kwietnia 1933 roku, uchwaliły rozwiązanie wymienionych wyżej związków, polecając przekazanie całego majątku nowej organizacji. Wobec powyższego tego samego dnia odbył się zjazd organizacyjny Polskiego Związku Strzelectwa Sportowego. Zjazd wybrał Zarząd Główny na czele z prezesem pułkownikiem dypl. Stanisławem Weckim.

## Struktura organizacji
Władzami związku są: 
1. Walne zgromadzenie,
2. Zarząd,
3. Kolegium sędziów,
4. Komisja metodyczno-szkoleniowa,
5. Komisje inne.